# Сентрейлия (Пенсильвания)
Сентре́йлия (англ. Centralia) — боро, расположенное в штате Пенсильвания, США. Из-за непрекращающегося с 1962 года подземного пожара численность жителей уменьшилась с 1000 человек (1981) до 5 человек (2020). Сентрейлия является самым малочисленным по населению городом в штате Пенсильвания.

## Предыстория

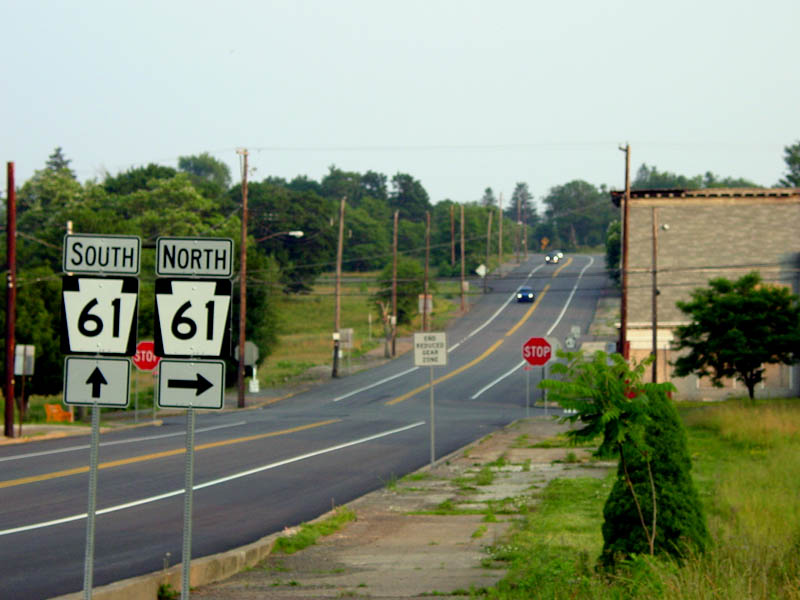
Вид на Сентрейлию с Трассы № 61

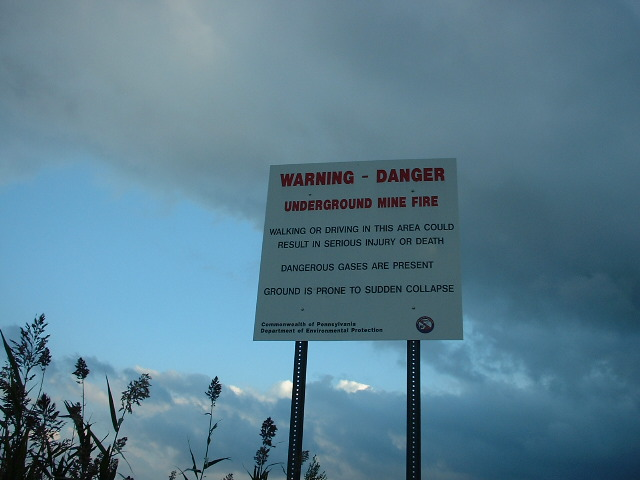
Предупреждение о подземном пожаре

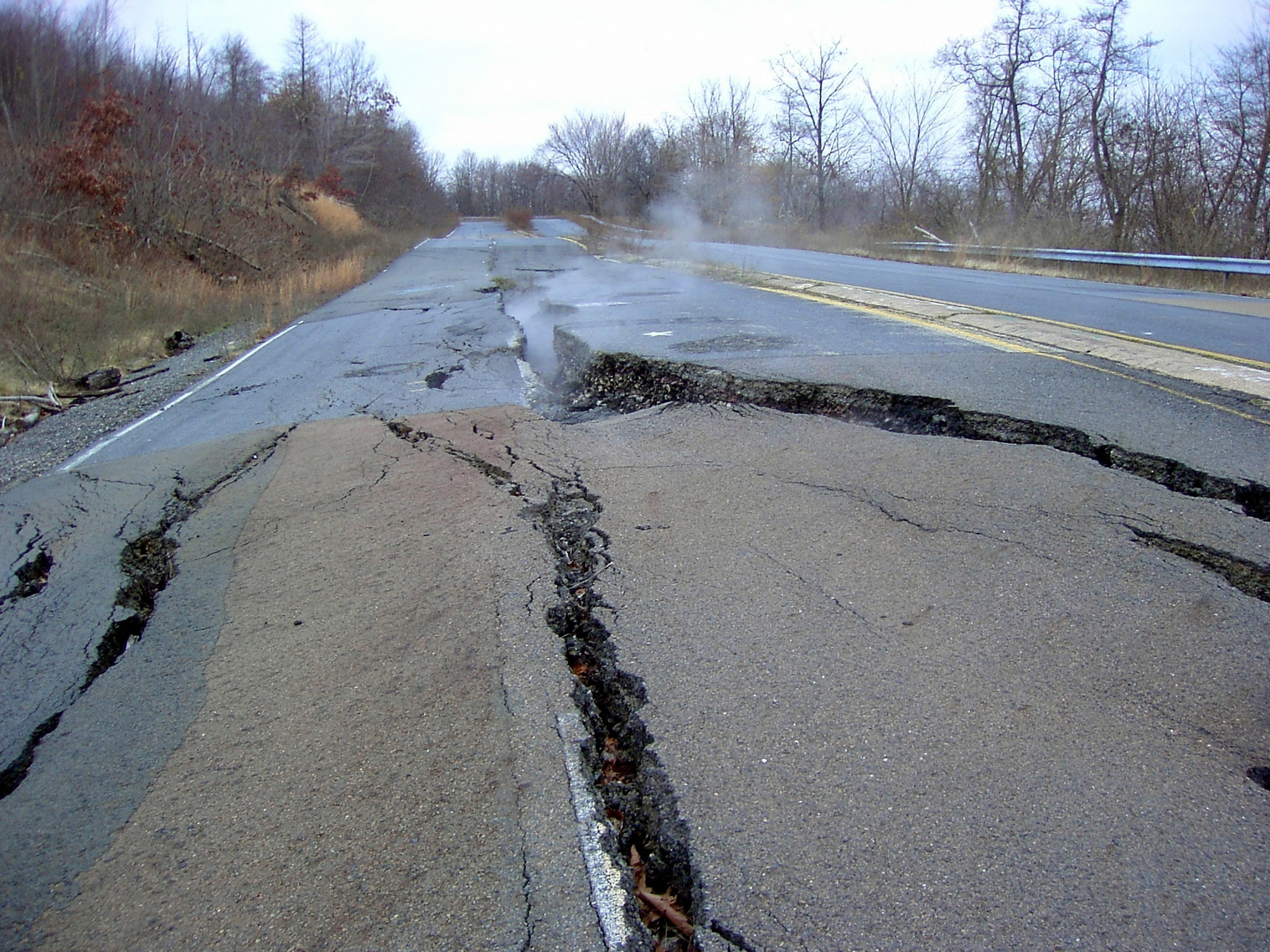
Трасса 61

В 1841 году Джонатан Фауст открыл таверну «Bull’s Head» (Бычья Голова) в местности, которая тогда называлась посёлком Гремящий Ручей (Roaring Creek Township).
В 1854 году Александр В. Риа, горный инженер Locust Mountain Coal and Iron Company, прибыл в эту местность и приступил к проектировке улиц. Это поселение изначально было известно как Сентервилл. Однако в округе Скулкил (Schuylkill) уже существовал город Сентервилл, и почтовая служба не могла разрешить существование двух населённых пунктов с одинаковым названием, поэтому Риа переименовал поселок в Сентрейлию в 1865 году. В 1866 году Сентрейлия получила статус города.
В течение 1860-х и 1870-х годов район города Сентрейлии был местом деятельности тайного общества ирландских эмигрантов «Молли Магуайерс». Основатель городка Александр Риа стал жертвой заказного убийства. Он был убит 17 октября 1868 года за пределами города. В этом преступлении обвинили троих человек, и впоследствии они были приговорены к повешению в центре округа Блумсбург, штат Пенсильвания. Приговор был приведён в исполнение 25 марта 1878 года. Также в течение этого периода было совершено ещё несколько убийств и поджогов.
В городе находилась администрация учебных заведений области, которая управляла несколькими начальными и одной средней общеобразовательной школой. Также в городе было две приходских католических школы.
Инфраструктура города была достаточно развита и включала в себя семь церквей, пять гостиниц, двадцать семь салунов, два театра, банк, почтовое отделение и четырнадцать промтоварных и продуктовых магазинов. На протяжении большей части истории этого городка, пока функционировала угольная промышленность, население составляло более 2000 жителей. Ещё около 500—600 человек проживали в пригородах, в непосредственной близости от Сентрейлии.

## Промышленность
Угольно-антрацитовая промышленность являлась основным производством. Она продолжала функционировать в Сентрейлии до 1960-х, пока большинство компаний не вышло из бизнеса. Горная промышленность, основанная на шпуровых шахтах, продолжала функционировать до 1982 года. Открытая разработка в этой области всё ещё продолжается, а на шахте, что в пяти километрах к западу от города, работает около 40 человек.
Через город проходили две железные дороги — «Philadelphia and Reading» и «The Lehigh Valley», причём «The Lehigh Valley» являлась главным железнодорожным перевозчиком. Железнодорожное сообщение прекратилось в 1966 году.

## Подземный пожар
В мае 1962 года городской совет Сентрейлии нанял пятерых пожарных-добровольцев для очистки городской мусорной свалки, расположенной в заброшенном шурфе открытой шахты неподалёку от кладбища «Odd Fellows». Это было сделано за несколько дней до Дня поминовения. Пожарные, как они делали это в прошлом, подожгли мусорные кучи, позволив им прогореть некоторое время, а затем потушили. Но из-за не до конца потушенного огня начали тлеть более глубокие залежи мусора и в конечном счёте пожар распространился через отверстие в шахте на другие заброшенные угольные шахты под Сентрейлией. Попытки погасить огонь были неудачными. Со временем люди начали жаловаться на ухудшение здоровья, спровоцированное выделением угарного газа.
В 1979 году местные жители узнали истинный масштаб проблемы, когда владелец бензозаправки вставил щуп в один из подземных резервуаров, чтобы проверить уровень топлива. Когда он вынул щуп, он оказался очень горячим — температура бензина в резервуаре была около 78 °C. Эту автозаправку закрыли.
В масштабах штата внимание к пожару начало возрастать и достигло высшей точки в 1981 году, когда 12-летний Тодд Домбоски упал в земляной колодец 1,2 метра шириной и 45 метров глубиной, который внезапно разверзся под его ногами. Мальчик был спасён благодаря старшему брату, который вытянул его из устья дыры. Инцидент быстро привлёк национальное внимание к Сентрейлии, поскольку следственная группа (включавшая представителя штата, сенатора и руководителя службы шахтовой техники безопасности) стала свидетелем этого инцидента.
В 1984 году Конгресс выделил более 42 миллионов долларов для подготовки и организации переселения горожан. Большинство жителей приняли это предложение и перебрались в соседние поселения Маунт-Кармел и Эшланд. Несколько семей решили остаться, несмотря на предупреждения государственных деятелей.
В 1992 году штат Пенсильвания потребовал разрешения на принудительное отчуждение всей частной собственности города, мотивируя это непригодностью зданий для использования. Последующая попытка жителей через суд добиться какого-либо решения проблемы потерпела неудачу. В 2002 году Почтовая служба США отменила почтовый индекс городка — 17927.

## Сегодня
В Сентрейлии практически не осталось заселённых домов. Большинство зданий было снесено, и эта область теперь выглядит как луг с несколькими проложенными через него улицами. Большая часть города покрыта зарослями.
Единственная оставшаяся в городе Церковь Святой Девы Марии еженедельно в субботу проводит службу. В городе есть четыре кладбища.
Единственными признаками пожара, который занимает площадь приблизительно в 1,6 км² и распространяется по четырём фронтам, являются низкие округлые металлические паровые вентили на юге городка и несколько знаков, предупреждающих о подземном пожаре, неустойчивом грунте и угарном газе. Также можно увидеть дым и пар, исходящие из заброшенной части пенсильванской Трассы 61 (она была закрыта в 1990-х годах после того, как на дороге появились несколько больших трещин), в местах неподалёку от кладбища, расположенного на холме, и из других трещин в грунте, расположенных по всей территории города. Маршрут Трассы 61 был изменён; построили объездную дорогу, которая идёт в стороне от покинутого города. Однако подземный огонь все ещё горит, и это будет продолжаться до неопределённого момента в будущем. Никаких попыток погасить огонь не предпринимается. Угля там достаточно, чтобы этот пожар длился ещё в течение 250 лет.
Одно из немногих оставшихся зданий было примечательно тем, что его поддерживали пять опор, наподобие дымоходов, вдоль каждой из двух противоположных стен, где дом раньше поддерживался рядом смежных зданий, прежде чем они были уничтожены. Этот дом также был разрушен в сентябре 2007 года.
На конец 2005 года Содружество штата Пенсильвания так и не возобновило контракт переселения горожан, поэтому судьба оставшихся там жителей остаётся неопределённой.
Большая часть прежних жителей должна была вернуться в Сентрейлию в 2016 году, чтобы открыть капсулу времени, захороненную в 1966 году рядом с мемориалом. Но это пришлось сделать досрочно — в мае 2014 года. Состояние содержимого капсулы было критическим из-за скопившейся воды: в удовлетворительном состоянии сохранились лишь немногие предметы.

## Право на разработку недр
Некоторые жители, которые проживали в Сентрейлии, полагают, что право штата на принудительное отчуждение их собственности было инсценировано, чтобы получить права на добычу в нижней части города антрацита.
Жители предполагают, что его стоимость превышает 1 миллиард долларов, хотя точное количество угля неизвестно. Чиновники Содружества заявляли, что штат Пенсильвания не имеет прав на добычу антрацита, приобретение не имеет смысла и никакая горная промышленность в этой области не была организована.

## Сентрейлия в культуре и искусстве
- Сентрейлия послужила прототипом для города в фильме «Сайлент Хилл» 2006 года[5][6].
- В книге Джоан Куигли, опубликованной в 2007 году, описывается, что пожар произошёл 27 мая. Причиной пожара послужил окурок сигареты, выброшенный одним водителем тягача. В качестве своей версии Куигли цитирует интервью с пожарными-добровольцами, бывшим начальником пожарной охраны, чиновниками города и с несколькими свидетелями того события.